# Transport we Francji

Sieć autostrad (pomarańczowe) i dróg ekspresowych (czerwone) we Francji (2012)

Transport we Francji – system transportu działający na terenie Francji.
Francja posiada bardzo dobrze rozbudowaną infrastrukturę transportową.

## Transport drogowy
Długość podstawowej sieci drogowej, zarządzanej na poziomie ogólnokrajowym, wynosi ponad 21,1 tys. km, z czego 11,4 tys. km przypada na autostrady (w tym 8,6 tys. km odcinków płatnych) i 9,7 tys. km dróg krajowych.
Łączna długość dróg podległych departamentom przekracza 377 tys. km, a gminom 651 tys. km.

## Transport kolejowy

Sieć kolejowa we Francji

Bardzo dobrze rozwinięty jest także transport kolejowy (Francja zajmuje pierwsze miejsce w Europie pod tym względem).
Długość linii kolejowych na poziomie krajowym wynosi 29,4 tys. km, z czego 1,8 tys. km obejmuje linie dużych prędkości (pociągi TGV), na których rozwijane są prędkości przekraczające 300 km/h.

## Transport lotniczy
Francja posiada 42 porty lotnicze, które rocznie obsługują ok. 200 mln pasażerów, z czego największe to: Paryż Charles de Gaulle (ponad 61 mln pasażerów rocznie), Paryż Orly (27 mln), Nicea (11 mln), Lyon (8 mln), Marsylia (8 mln), Tuluza (7 mln).

## Transport wodny
Dostęp do mórz i oceanu sprawia, że Francja posiada także szeroko rozwiniętą strukturę portów. Do pięciu głównych portów zalicza się: Marsylię, Hawr, Dunkierkę, Rouen i Saint-Nazaire.
Oprócz transportu morskiego, Francja posiada również dobrze rozbudowany transport śródlądowy, oparty na sieci kanałów i rzek (Sekwana, Loara, Garonna, Ren i Rodan), których łączna długość wynosi 8,5 tys. km.

## Transport miejski
Od połowy lat 80. XX w. renesans przeżywa transport tramwajowy, który obok sieci metra rozwijany jest w największych miastach (m.in. Paryż, Lyon, Marsylia, Tuluza, Lille i Nantes).
W ostatnich latach samorządy lokalne coraz częściej stawiają też na rozwój miejskich sieci rowerowych.